# ジャン＝ジャック・アノー
ジャン＝ジャック・アノー（Jean-Jacques Annaud、1943年10月1日 - ）はフランス・ジュヴィシー＝シュル＝オルジュ出身の映画監督。

## 略歴
ソルボンヌ大学を卒業した後に高等映画学院で学び、1960年代の後半と1970年代には多くのコマーシャルを制作。
デビュー作である『ブラック・アンド・ホワイト・イン・カラー』で第49回アカデミー賞外国語映画賞を受賞している。

## 主な監督作品
- ブラック・アンド・ホワイト・イン・カラー Noirs et blancs en couleur (1976)
- 人類創世 La Guerre du feu (1981)
- 薔薇の名前 Le Nom de la Rose / Der Name der Rose (1986)
- 子熊物語 L'Ours（1988）
- 愛人/ラマン L'Amant  (1992)
- 愛と勇気の翼 Guillaumet, les ailes du courage / Wings of Courage（1995）
- セブン・イヤーズ・イン・チベット Seven Years in Tibet (1997)
- スターリングラード Enemy at the Gates (2000)
- トゥー・ブラザーズ Deux frères (2004)
- His Majesty Minor (2007)
- Black Gold (2011)
- 神なるオオカミ 狼图腾 / Wolf Totem (2015)
- ノートルダム 炎の大聖堂 Notre-Dame brûle (2022)